# Proavis

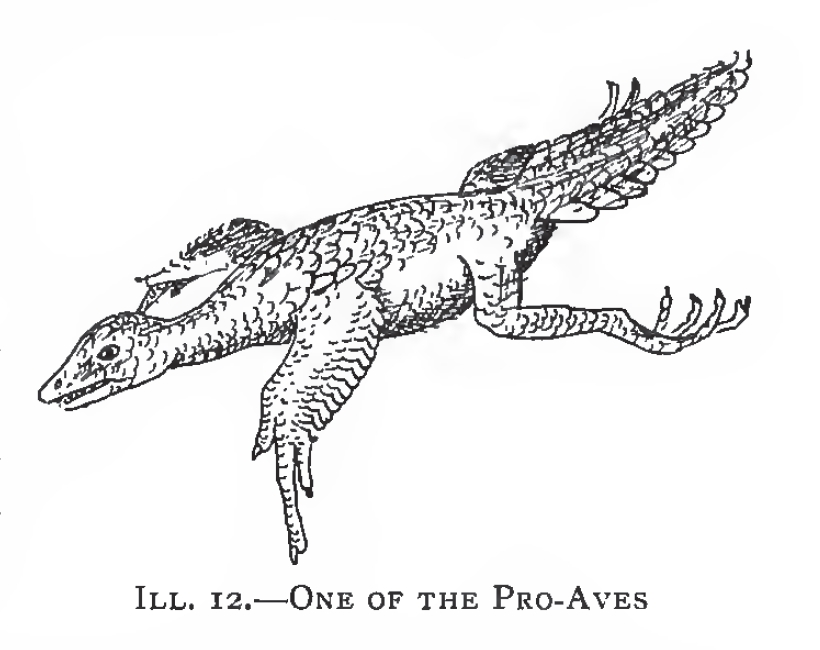
Reconstrucción hipotética de "una de las Pro-Aves", como fue mostrada en el Museo Británico en 1906 por William Plane Pycraft (extraído del libro de Pycraft de 1910 A History of Birds).

Proavis se refiere a una especie o taxón hipotético extinto y fue acuñado a principios del siglo XX en un intento de apoyar y explicar los pasos evolutivos hipotéticos y las adaptaciones anatómicas que condujeron de los dinosaurios terópodos no avianos a las aves. El término también ha sido usado por los defensores del origen tecodonte de las aves. Este concepto no debe confundirse con el género Protoavis.

## Historia
El término "Proavis" fue acuñado originalmente bajo la forma de "Pro-Aves", por el osteólogo y zoólogo inglés William Plane Pycraft en "The Origin of Birds" (el origen de las aves), un artículo publicado en 1906 en la revista Knowledge and Scientific News. Pycraft añadió a su artículo su propia ilustración del animal hipotético, una recreación a la que tituló "Una de las Pro-Aves". El "Pro-Avis" (el singular de "Pro-Aves") de Pycraft era un arborícola, como sugirió el profesor Henry Fairfield Osborn seis años antes, en 1900, en un artículo que trataba acerca de los ancestros comunes hipotéticos de las aves y los dinosaurios. Pycraft asumió que las aves se desarrollaron a partir de dinosaurios arbóreos, planeando con sus membranas extendidas entre sus miembros y su tronco. Estas membranas pudieron cubrirse gradualmente con escamas más alargadas, las cuales luego habrían evolucionado en plumas.
Un año después del artículo de Pycraft, el aristócrata y paleontólogo húngaro Franz Nopcsa, quien, durante una estancia en Londres, había visto el trabajo de Pycraft y creó su propia versión del animal, en una imagen y un artículo publicados en la edición de 1907 de Proceedings of the Zoological Society of London (una publicación científica inglesa hoy en día conocida como Journal of Zoology). Pero en esa ocasión, Nopcsa sugirió en su modelo de Proavis un origen corredor, no arbóreo. Por tanto, "Pro-Avis" sería un animal corredor, que aceleraría y prolongaría sus saltos al aletear con sus extremidades delanteras emplumadas. Nopcsa además hizo un modelo en cera de su Pro-Avis, aún preservado (y recientemente restaurado) en el Museo Grant de Londres, el único museo zoológico universitario que queda en Londres.
Cuando Pycraft publicó su libro A History of Birds en 1910, él volvió a insertar su recreación de 1906 Una de las Pro-Aves (en la página 39). Más adelante, para 1913, el artista y zoólogo aficionado danés Gerhard Heilmann también usó y popularizó el término Proavis, esta vez presentándolo al público con dibujos anatómicos más elaborados y más probables anatómicamente. Heilmann favoreció un modelo científico en el cual se asume que Proavis sería arbóreo y descendientes de los tecodontes, no de los dinosaurios.
En 1961, el paleontólogo checo Josef Augusta incluyó a "Proavis" en su libro Prehistoric Birds and Reptiles. La ilustración del animal, al igual que las demás de este libro, fueron pintadas por Zdeněk Burian.
Durante la década de 1970 el trabajo de John Ostrom le dio nuevo aire a la hipótesis de que las aves son dinosaurios, lo que revivió el interés por los ancestros directos de las aves. Ostrom supuso que eran corredores. Una ilustración de un dinosaurio corriendo, indicada explícitamente como "Proavis", fue publicada en 1976 por Dieter Stefan Peters.
En 1991 y 1996 se propusieron dos modelos de "proavis" o "protoavis" por Samuel Tarsitano y Alan Feduccia, respectivamente, siendo ambos partidarios de la hipótesis "tecodonta" del origen de las aves. Estas "proaves" fueron imaginadas como animales arbóreos, con cuellos cortos, cuerpos largos, patas extendidas a los lados, patas delanteras cortas, pies y manos pequeños, tamaño corporal reducido y membranas para planear. El "protoavis" de Feduccia tenía membranas solamente en sus miembros posteriores y fue realizado sobre la base de Megalancosaurus.
El término Proavis fue usado de nuevo en 1999, cuando Joseph Garner, Graham Taylor y Adrian Thomas propusieron su "modelo de proavis abalanzándose", una hipótesis que implica que el origen del vuelo de las aves yace en el comportamiento depredador, en el que "proavis" saltaría sobre su presa desde los árboles.
En su libro de 2002 Dinosaurs of the Air, Gregory S. Paul trató de modelar conceptualmente a un "proaviano". En su concepto el ancestro directo de las aves no podía haber sido completamente arbóreo, porque en ese caso habría usado membranas para volar. Él pensó que debía representar una fase ecológica intermedia, en la cual los miembros posteriores aún tenían varias adaptaciones para correr mientras que los brazos se habían alargado para poder trepar. Las plumas, que en principio servían a mantener la temperatura de un animal ya de sangre caliente, podrían al alargarse hacer que los brazos se volvieran alas para poder volar. De manera general, estos proavianos pudieron haber tenido, en vista de sus ancestros terópodos y sus descendientes avianos, cuellos largos, un cuerpo corto, largos dedos con dígitos oponibles, un desacoplamiento de las funciones locomotoras de las extremidades posteriores y delanteras, carencia de un propatagio, una cola delgada y un peso en torno a un kilogramo. Paul ilustró su análisis con un diagrama esquelético de un "proavis", acompañado de una recreación en vida del mismo. Cuando se publicó en 2013 la descripción de Aurornis, por entonces el miembro más basal conocido de Avialae, el grupo que abarca a las aves y a sus parientes más cercanos, el paleontólogo italiano Andrea Cau señaló que tenía un curioso parecido al "proavis" de Paul.

## Galería de imágenes

Algunas reconstrucciones hipotéticas de las primeras aves
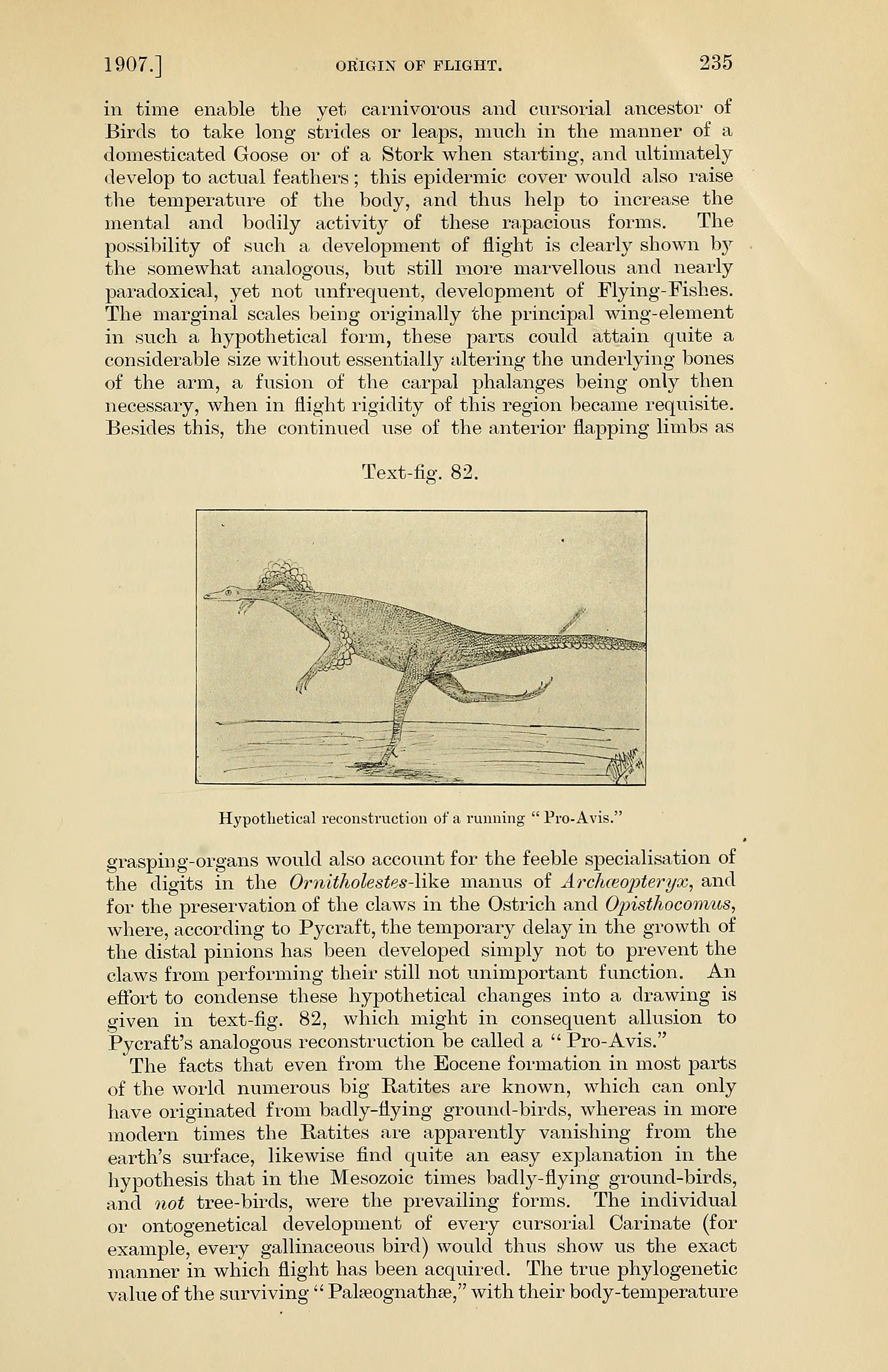
Ilustración de Nopcsa en su publicación original (Proceedings of the Zoological Society of London, 1907).
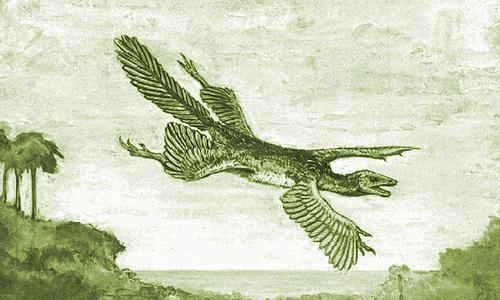
Un "Tetrapteryx" hipotético, tal como lo imaginó William Beebe (1915).
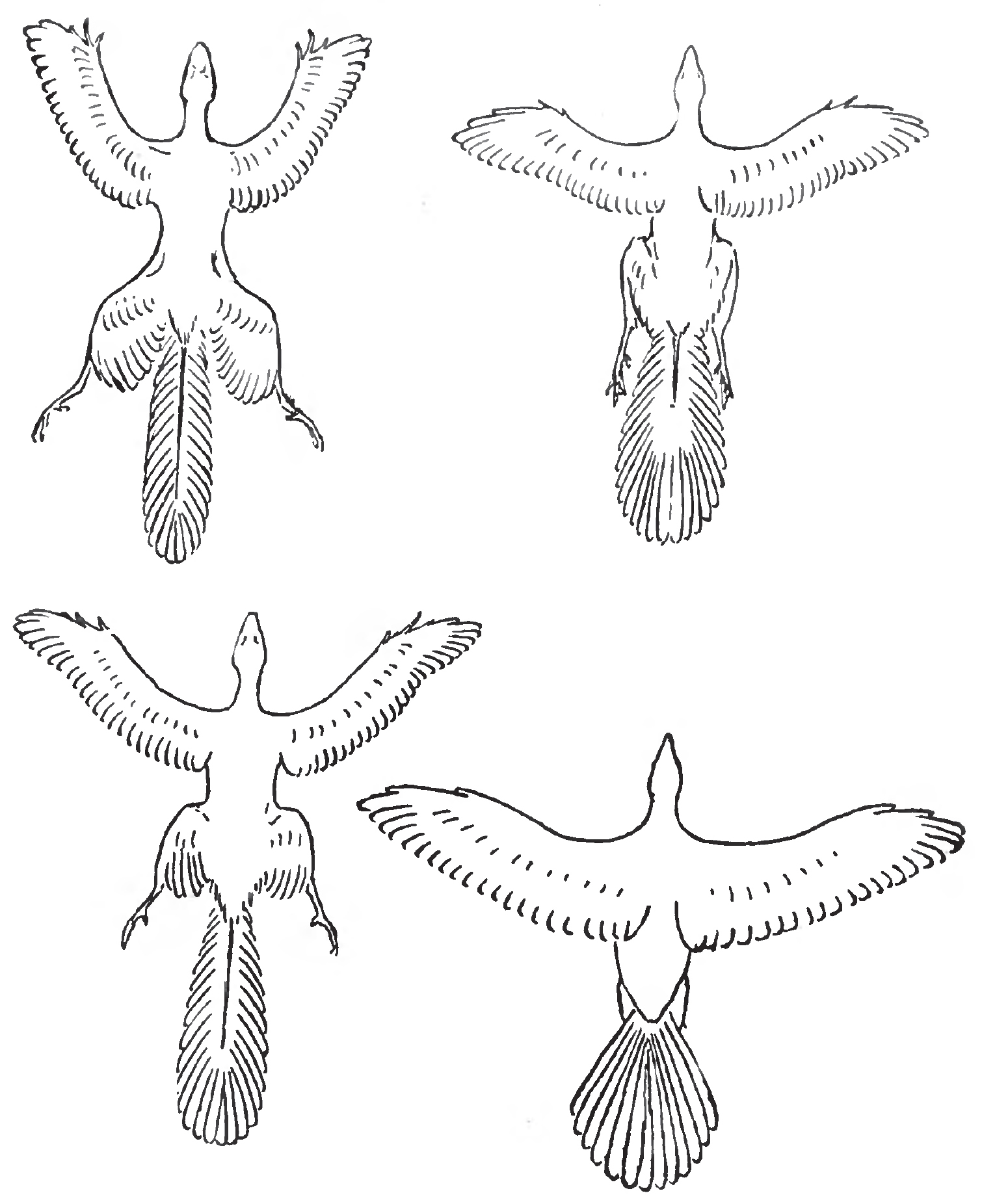
Comparación de Beebe de Tetrapteryx, Archaeopteryx, una fase hipotética y un ave moderna (1922).